# Фредрік Фердинанд Карлсон
Фредрік Фердинанд Карлсон (швед. Fredrik Ferdinand Carlson; 13 червня 1811 — 18 березня 1887) — шведський історик, політик, професор історії в університеті Уппсали (1849—1876). Член Шведської академії.

## Біографія
Будучи професором в Упсалі, вивчивши положення шкільної справи в багатьох державах, дбав як член Риксдагу про її поліпшення в Швеції. Керував міністерством духовних справ.
Йому належить вельми важлива і заснована на великому архівному матеріалі праця з історії королів з Пфальцької династії («Sveriges historia under konungarna of Pfalziska huset», 1855—1888 — «Історія Швеції за правління Пфальцького дому»), спочатку був продовженням шведської історії Геєра в збірнику Геєра і Фрідріха Августа Укерта, але розрісся до 8 томів.
Смерть перешкодила Карлсону довести його до кінця: він переривається на 1706 році. Син Карлсона, також історик, поставив собі за завдання закінчити працю свого батька і видав ряд спеціальних досліджень з історії Карла XII.

## Публікації
- «Om stats-hvälfningen i Sverige under konung Carl XIs regering» (Стокгольм. 1856)
- «Om fredsunderhandlingarne åren 1709—1718» (das. 1859)
- «Om den Svenska statsforwaltningens förändrade skick under konung Carl XIs regering» (1858)
- «Om 1680 års riksdag» (das. 1860).